# Howard Cedar
Howard Cedar, tudi Haim oz. Chaim Cedar (hebrejsko חיים סידר‎), ameriško-izraelski biokemik, molekularni biolog in akademik, * 12. januar 1943, New York, Združene države Amerike.
Kot raziskovalec na Hebrejski univerzi v Jeruzalemu je s sodelavcem Aharonom Razinom prispeval nekaj ključnih vpogledov v proces metilacije in njegov vpliv na izražanje genov. Tovrstne epigenetske spremembe so v zadnjih letih deležne precejšnje pozornosti strokovne javnosti zaradi pomena za človeško zdravje in Cedar ter Razin sta za svoje delo prejela več prestižnih priznanj, kot sta Wolfova nagrada za medicino (2008) in nagrada Louise Gross Horwitz (2016), omenjajo pa ju tudi kot verjetna kandidata za Nobelovo nagrado za fiziologijo ali medicino v bližnji prihodnosti.

## Življenjepis
Rodil se je v New Yorku med drugo svetovno vojno judovskima staršema, ki sta v ZDA prebegnila iz Vzhodne Evrope. Oče, Poljak, je delal kot upravnik v tovarni, mati Ukrajinka pa gospodinja. Že zgodaj je pokazal nadarjenost za reševanje matematičnih problemov in je po končani srednji šoli vpisal študij fizike na Tehnološkem inštitutu Massachusettsa, kjer pa je kmalu prišel do zaključka, da za to področje ni dovolj natančen. Po diplomi se je zato preusmeril na medicino. Na Univerzi v New Yorku je bil sprejet v takrat nov kombinirani program za pridobitev nazivov doktorja medicine in doktorja znanosti, ki ga je vpisal tudi zato, ker je zanj dobil štipendijo, s katero je razbremenil družinski proračun.
Postal je prvi doktorski študent mikrobiologa Jamesa Schwartza, ki se je takrat na univerzi pričel ukvarjati z nevrobiologijo, natančneje molekularnimi mehanizmi tvorjenja spomina pri modelnih nevretenčarjih. Cedarjevo doktorsko delo je bilo kljub temu še s področja mikrobiologije, raziskoval je razgradnjo in sintezo asparagina pri bakterijah Escherichia coli ter doktoriral leta 1970. Takrat se je odločil za kariero raziskovalca namesto zdravnika. Po doktoratu se je eno leto usposabljal pri Scwartzevem kolegu, kasnejšemu nobelovcu Ericu Kandelu, kjer je preučeval vpliv presnove sekundarnega obveščevalca cAMP na tvorjenje spomina pri poskusnih živalih, nato pa je dobil položaj raziskovalca pri Nacionalnih inštitutih za zdravje (NIH) v Bethesdi (Maryland). S tem se je izognil vpoklicu med vietnamsko vojno.
Na NIH je začel sodelovati z Garyjem Felsenfeldom pri raziskavah takrat še nepoznane biološke funkcije kromatina v evkariontskih celicah. Z uporabo izolirane RNK-polimeraze sta dokazala, da kromatin omejuje gensko prepisovanje z blokiranjem nekaterih mest za vezavo polimeraze. S kasnejšim nobelovcem Richardom Axlom, ki je takrat prišel v Felsenfeldov laboratorij na podoktorsko usposabljanje, sta se nato namenila dokazati, da je ta vloga kromatina specifična – da torej kromatin blokira oz. dopušča izražanje točno določenih genov. Pokazala sta, da se gen za globin (družina beljakovin za vezavo kisika) izraža v kromatinu iz retikulocitov, v kromatinu iz drugih tkiv pa ne.

### Selitev v Izrael in kasnejše delo
Po dveh letih na NIH sta se z ženo, s katero je imel takrat dva otroka, odločila za selitev v Izrael (»alija«), saj sta želela biti del judovske države. Leta 1973, tik pred izbruhom jomkipurske vojne, je Cedar sprejel položaj profesorja na medicinski fakulteti Hebrejske univerze v Jeruzalemu.
Takrat se je začel ukvarjati z metilacijo. Z Razinom, ki je že prej delal na isti univerzi, sta najprej pokazala, da je prisotnost 5-metilcitozina v neki regiji kromatina povezana z manjšo stopnjo prepisovanja genov v tisti regiji. To je bil prvi resnejši dokaz za hipotezo, da je metilacija odgovorna za tarčno »prižiganje« in »ugašanje« točno določenih genov, kar sta kasneje dokazala s še bolj natančnimi metodami. V 1990. letih so se v njegovem laboratoriju usmerili v raziskave vloge metilacije v embrionalnem razvoju. Najprej so odkrili, da se v zgodnji fazi razvoja zarodka stanje metilacije »ponastavi« in je drugačno od stanja v starševskih gametah, nato pa dokazali, da metilacija usmerja izražanje genov neodvisno od prisotnosti prepisovalnih dejavnikov. Oba procesa sta torej odgovorna za diferenciacijo celic v tkiva med razvojem ob dejstvu, da imajo vse celice enak genski zapis. Zdaj se Cedar ukvarja z vprašanjem, kako na metilacijo vplivajo okoljski dejavniki.
Leta 2003 je bil izvoljen za člana Izraelske akademije znanosti in humanistike. Trenutno je upokojen, z nazivom zaslužnega profesorja molekularne biologije na njegovi univerzi, a še vedno aktivno sodeluje pri raziskavah. Z ženo Ziporo ima šest otrok. Njegov sin Joseph je priznan filmski scenarist in režiser.